# Nyborg Voldspil
Nyborg Voldspil er Danmarks ældste friluftsteater, startet i 1939 ved et fælles samarbejde mellem Ungdomsforeningerne i Nyborg.
Den væsentligste aktivitet var den årlige friluftsforestilling på det gamle voldterræn ved Nyborg Slot. Forestillingerne blev senere flyttet væk fra slottet og længere op på voldene, deraf navnet Nyborg Voldspil. Kun afbrudt under besættelsen og enkelte andre år, har der hvert år været opført en populær musical eller operette på den smukke scene med årlig deltagelse af i alt ca. 300 frivillige på scenen og bag scenen.
Foruden den årlige sommerforestilling spilles der om vinteren en familieforestilling på Voldspillets eget hus, Slotsmøllen, og foreningen udbyder også undervisning i dans, sang og drama for børn og unge under navnet "Vinterskolen".
Gennem årene har mange kendte sangere og skuespillere startet deres karriere ved Nyborg Voldspil og fortsat deres professionelle karriere ved landets store scener, bl.a. Arne Lundemann, Betty Glosted, Kim Hammelsvang, Ulrich Thomsen, Therese Glahn, Johnny Jørgensen, Jakob Sveistrup, Michael Grønnemose, Sara Gadborg, Johanne Milland og Søren Torpegaard Lund.
Til den årlige prisuddelingsfest Musical Awards på Fyn (grundlagt i 2016) har Nyborg Voldspil gennem årene vundet en række priser, bl.a. 'Årets bedste kostumer' hele fire gange i henholdsvis 2016, 2018, 2019 og 2023 samt 'Årets bedste mandlige hovedrolle' to gange, begge gange vundet af Rasmus Mansachs, i 2019 for Frøken Nitouche – med et twist og i 2024 for My Fair Lady.

## Forestillinger 1939 – 2026
- 2026 – Monty Python's Spamalot
- 2025 – Vi maler byen rød: The Musical 2
- 2024 – My Fair Lady
- 2023 – Cabaret
- 2022 – Mød mig på Cassiopeia
- 2021 – Vi maler byen rød: The Musical
- 2020 – Cyrano (aflyst pga. Corona)
- 2019 – Frøken Nitouche – med et twist
- 2018 – Singin' in the Rain
- 2017 – Grease
- 2016 – Atlantis
- 2015 – The Sound of Music
- 2014 – My Fair Lady
- 2013 – Mød mig på Cassiopeia
- 2012 – Sommer i Tyrol
- 2011 – The Producers
- 2010 – Oliver!
- 2009 – Crazy for You
- 2008 – Evita
- 2007 – Cabaret
- 2006 – Atlantis
- 2005 – Show Boat
- 2004 – South Pacific
- 2003 – My Fair Lady
- 2002 – Mød mig på Cassiopeia
- 2001 – The Sound of Music
- 2000 – Singin' in the Rain
- 1999 – Oklahoma
- 1998 – Annie Get Your Gun
- 1997 – Hello Dolly
- 1996 – Sommer i Tyrol
- 1995 – Flagermusen
- 1994 – Guys and Dolls
- 1993 – Oliver!
- 1992 – Den glade enke
- 1991 – My Fair Lady
- 1990 – Show Boat (ved voldgraven)
- 1989 – The Sound of Music (ved voldgraven)
- 1988 – Zigeunerbaronen
- 1987 – West Side Story
- 1986 – Annie Get Your Gun
- 1985 – Landmandsliv
- 1984 – Grevinde Maritza
- 1983 – Flagermusen
- 1982 – Can Can
- 1981 – Den glade enke
- 1980 – Sommer i Tyrol (ved voldgraven)
- 1979 – Mød mig på Cassiopeia & Jesus Christ Superstar (ved voldgraven)
- 1978 – Farinelli (ved voldgraven)
- 1977 – Oklahoma
- 1976 – My Fair Lady
- 1975 – Annie Get Your Gun
- 1974 – Zigeunerbaronen
- 1973 – South Pacific (ved voldgraven)
- 1972 – Show Boat (ved voldgraven)
- 1971 – Drama på Nyborg Slot (ved slottet)
- 1970 – Grevinde Maritza
- 1969 – Paganini
- 1968 – Rose-Marie
- 1967 – Champagnegaloppen
- 1966 – Frøken Nitouche
- 1965 – Sommer i Tyrol
- 1964 – Landmandsliv
- 1962 – Oklahoma
- 1961 – Czardasfyrstinden
- 1960 – Greven af Luxemborg
- 1959 – Fuglekræmmeren
- 1958 – Elverhøj
- 1956 – Christian den 2. (ved slottet)
- 1955 – Zigeunerbaronen
- 1954 – Valdemar Atterdag (ved slottet)
- 1953 – Den glade enke
- 1952 – Det gamle spil om enhver – (ved slottet)
- 1951 – Czardasfyrstinden
- 1950 – Bygmesteren
- 1949 – Nu stander landet i våde (ved slottet)
- 1948 – Jomfruburet
- 1947 – Champagnegaloppen
- 1946 – Forår i Heidelberg
- 1945 – Elverhøj
- 1944 – En søndag på Amager
- 1943 – Sommer i Tyrol
- 1942 – Der var engang
- 1941 – De Danske i Paris (ved Hesselhuset)
- 1939 – Danehof i Nyborg (ved slottet)